# Magnolia calophylloides
Magnolia calophylloides är en magnoliaväxtart som beskrevs av Richard B. Figlar och Hans Peter Nooteboom. Magnolia calophylloides ingår i släktet Magnolia och familjen magnoliaväxter. Inga underarter finns listade i Catalogue of Life.